# ルイ1世 (ブロワ伯)
ルイ1世（フランス語：Louis I, 1172年 - 1205年4月14日）は、ブロワ伯（在位：1191年 - 1205年）。第4回十字軍への参加で知られ、後にアドリアノープルの戦いで際立った役割を果たした。

## 生涯

### 生い立ち
ルイ1世はブロワ伯ティボー5世とアリックス・ド・フランスの息子である。母方の祖父母はルイ7世とその最初の王妃アリエノール・ダキテーヌである。10代のころ、父に従い第3回十字軍に参加した。
ルイ1世は1196年に特許状を発行し、自身の領内で農奴制を廃止した。

### 第4回十字軍への参加
1199年11月28日にエクリ＝シュル＝エーヌで行われた馬上槍試合において、ローマ教皇インノケンティウス3世が提唱した第4回十字軍に、ルイ1世と従弟のシャンパーニュ伯ティボー3世が主要な貴族として最初に応えた。ルイ1世は1202年に叔父のイングランド王ジョンから与えられた1,000マルクを携えてフランスを発った。
1203年7月のコンスタンティノープル包囲戦において、ルイ1世は8人の師団司令官のうちの1人となった。他の司令官にはモンフェッラート侯ボニファーチョ1世（十字軍のリーダー）、エンリコ・ダンドロ（ヴェネツィアのドージェ）、フランドル伯ボードゥアン9世（最大師団を指揮し、後にラテン帝国皇帝ボードゥアン1世となる）およびボードゥアン9世の弟アンリらがつとめた。ルイ1世はこの包囲戦の間に東ローマ帝国皇后アニェス・ド・フランスと会った十字軍司令官の1人である。アニェスはルイ1世の叔母で、8歳のころにコンスタンティノープルに送られていた。アニェスは十字軍に対してはすでに母国語は忘れたと言い張っていたが、ルイ1世とは通訳なしで話をした。
ルイ1世はその後数ヶ月の間高熱に悩まされ、1204年のコンスタンティノープル陥落に参加することができなかった。その後も病に悩まされ、自身の家臣らによる小アジア襲撃にも参加できなかった。小アジアにおいてルイ1世は新たにニカイア公とされたが、ニカイア帝国を建国したテオドロス1世ラスカリスがすでに占領していたため、ルイ1世がこの地位の正当性を証明することはできなかった。
アドリアノープルの戦いに参加したとき、ルイ1世は病から回復したばかりであった。この戦いで、ブルガリア皇帝カロヤン・アセン（「ヨハニツァ」）が率いるクマン人の軍隊にルイ1世は殺害された。ルイ1世はあまりにも遠くまで敵を追いかけたため、部下や馬が疲弊しばらばらになり、広大な草原でルイ1世とボードゥアン1世は罠にかかってしまったのである。

## 家族
ルイ1世はクレルモン女伯カトリーヌと結婚し、以下の子女をもうけた。
- ラウール - 早世
- ジャンヌ - 早世
- ティボー6世（1190年 - 1218年）[11] - ブロワ伯